# Probus
Probus es una localidad situada en el condado de Cornualles, en Inglaterra (Reino Unido), con una población en 2016 de 2000 habitantes.
Se encuentra ubicada al oeste de la península del Suroeste, aproximadamente en el centro de esta y cerca de la orilla del canal de Bristol y del canal de la Mancha (océano Atlántico).